# Зайдлер фон Фойхтенегг, Эрнст
Эрнст Зайдлер фон Фойхтенегг (нем. Ernst Seidler von Feuchtenegg, 5 июня 1862 — 23 января 1931) — австро-венгерский государственный деятель, юрист. Министр-президент Цислейтании (1917—1918).

## Биография
Родился в семье судьи Штефана Зайдлера в Швехате (Нижняя Австрия). Учился на юриста в Венском университете, в 1887 получил ученую степень доктора юридических наук. Поступил на государственную службу, с 1900 работал в Министерстве земледелия. В 1901 защитил диссертацию и получил хабилитацию в Венском университете. С 1906 преподавал в Высшей школе природных ресурсов. С 1908 — советник, а затем руководитель секции в Министерстве земледелия. В 1916 возведен в рыцарское достоинство.
1 июня — 23 июля 1917 занимал пост министра земледелия в кабинете Генриха Клам-Мартиница. После отставки последнего, Карл I назначил Зайдлера, несмотря на его политическую неопытность, министр-президентом Цислейтании. На посту Зайдлер пытался реализовать идею конституционной реформы, которая должна была бы дать автономию входящим в состав Австрии народам и сохранить их в составе империи. На этой почве вступил в конфликт с австро-венгерским министром иностранных дел Оттокаром фон Чернином. Считал возможным объединение Боснии с Хорватией и Далмацией (но исключал присоединение к этом проекту территории, населенной словенцами).
Предпринимал попытки примирить с габсбургской монархией руководителей чешского национального движения, планировал реформу государственного управления в Богемии и Моравии. Неспособность Зайдера разрешить продовольственный кризис (который продолжался несмотря на заключение Брест-Литовского мира с Украиной, предусматривавшего поставки значительных объёмов продуктов питания), передача УНР части Подляшья с центром в Холме, привели к утрате правительством поддержки и падению кабинета.
После войны работал в промышленности, банковской сфере, вел научную работу.
Отец актрисы Альмы Зайдлер. Его сын Эрнст (1888—1958) занимал пост генерального директора Австрийских железных дорог.